# Miyazu (Kioto)
Miyazu (宮津市 Miyazu-shi?)  es una ciudad localizada en la Prefectura de Kioto, Japón. La ciudad fue fundada el 1 de junio de 1954.
Al 31 de marzo de 2017, la ciudad tiene una población estimada de 18.538, con 8.602 casas y una densidad de población de 110 personas por km². El área total es 172.74 km ².

## Historia
Un decreto imperial en julio de 1899 estableció Miyazu como un puerto abierto para el comercio con los Estados Unidos y el Reino Unido.
Situado en la ciudad de Miyazu está Amanohashidate o el "puente hacia el cielo", se dice que es uno de los tres lugares más hermosos de Japón. El puente naturalmente formado de la tierra es 3.6 kilómetros (2.2 millas) de largo y cubierto en los árboles de pino.

## Ciudades hermana
| País           | Ciudad       | Región / estatal   | Desde entonces |
| -------------- | ------------ | ------------------ | -------------- |
| Estados Unidos | Delray Playa | Bandera de Florida |                |
| Nueva Zelanda  | Nelson       | Nelson             |                |

Miyazu es una ciudad hermana de Delray Playa en honor de George Morikami y la comunidad agrícola japonesa conocida como la Colonia Yamato que existió en Florida.

## Referencias

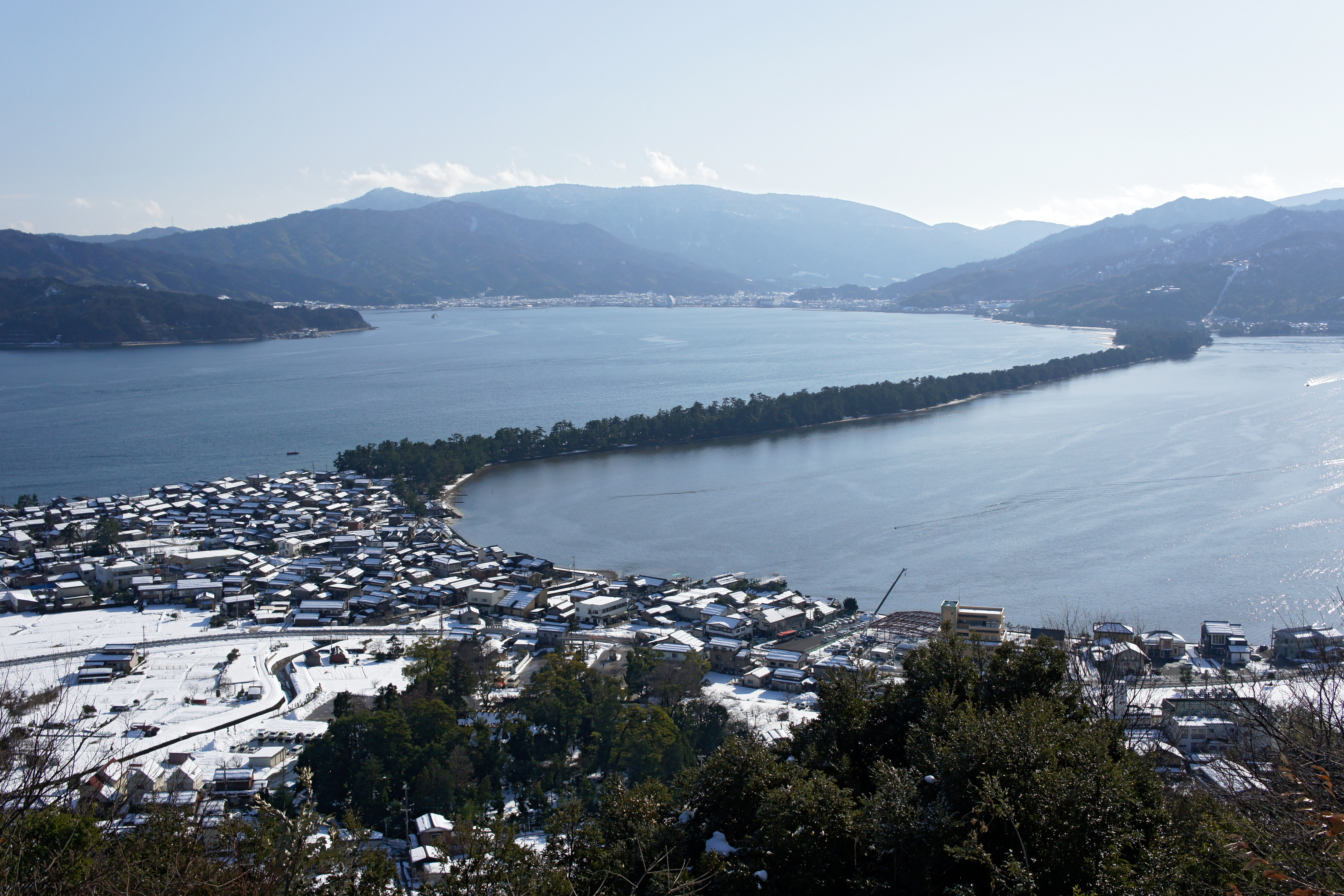
Amanohashidate